# Elefante blanco
Elefante blanco è un film del 2012 diretto da Pablo Trapero, interpretato da Ricardo Darín, Jérémie Renier e Martina Gusmán.
Presentato nella sezione Un Certain Regard del 65º Festival di Cannes, il film è dedicato alla memoria di Padre Carlos Mugica, assassinato l'11 maggio del 1974.

## Produzione
Le riprese del film sono state realizzate a Buenos Aires e Iquitos tra il novembre 2011 e il gennaio 2012.